# Andreas Libavius
Andreas Libavius (1555 - 25 juillet 1616) est un chimiste et médecin allemand. Défenseur des nouveaux remèdes chimiques, il défend la logique d'Aristote en s'opposant aux doctrines occultes et mystiques de son temps.

## Biographie
Il est né à Halle en Allemagne, sous le nom d'Andreas Libau. il effectue des études de médecine à l'université d'Iéna où il devient professeur d'histoire et de poésie de 1586 à 1591.
Il sert comme médecin municipal à Rothembourg à partir de 1591. Il enseigne aussi à Ilmenau, puis à Cobourg en 1601, où il meurt en 1616.
De son vivant, il est reconnu comme une autorité européenne dans le domaine de la médecine chimique.

## Travaux

### Philosophie et logique
En ce domaine, il apparait le plus souvent comme un défenseur de la tradition d'Aristote en s'opposant notamment aux idées de Pierre de la Ramée.  Certains de ses écrits sont publiés sous le nom de Basilius de Varna.
Libavius s'oppose à l'immanence de pouvoirs divins en l'Homme et la Nature. Pour lui, la Nature, l'Homme et Dieu sont trois sphères indépendantes ayant chacune leur propre mode opératoire, alors que les paracelsiens assimilent le pouvoir de l'Homme avec les pouvoirs de Dieu. Le savoir paracelsien reste incertain, car aucune science n'est possible par la recherche de correspondances entre le macrocosme et le microcosme.
De même, Libavius s'oppose à Oswald Croll sur la nature du langage : pour Croll, le langage est le révélateur de la ressemblance des choses, mis en équivalence avec un prétendu langage de la nature, alors que pour Libavius le langage humain est un critère de jugement pour définir, distinguer et séparer les choses. Libavius rejette radicalement l'utilisation magique et cabalistique du langage, en faisant une claire distinction entre la trope du langage et la réalité des choses. 
Il est connu pour avoir publié un pamphlet contre la profession de foi des Rose Croix, auquel répond Robert Fludd par une apologie contre  (1617).« l’analyse inquisitoriale que porte le Dr Libavius à l’égard de la Confession des frères de la Société de la Rose Croix ». 

### Chimie

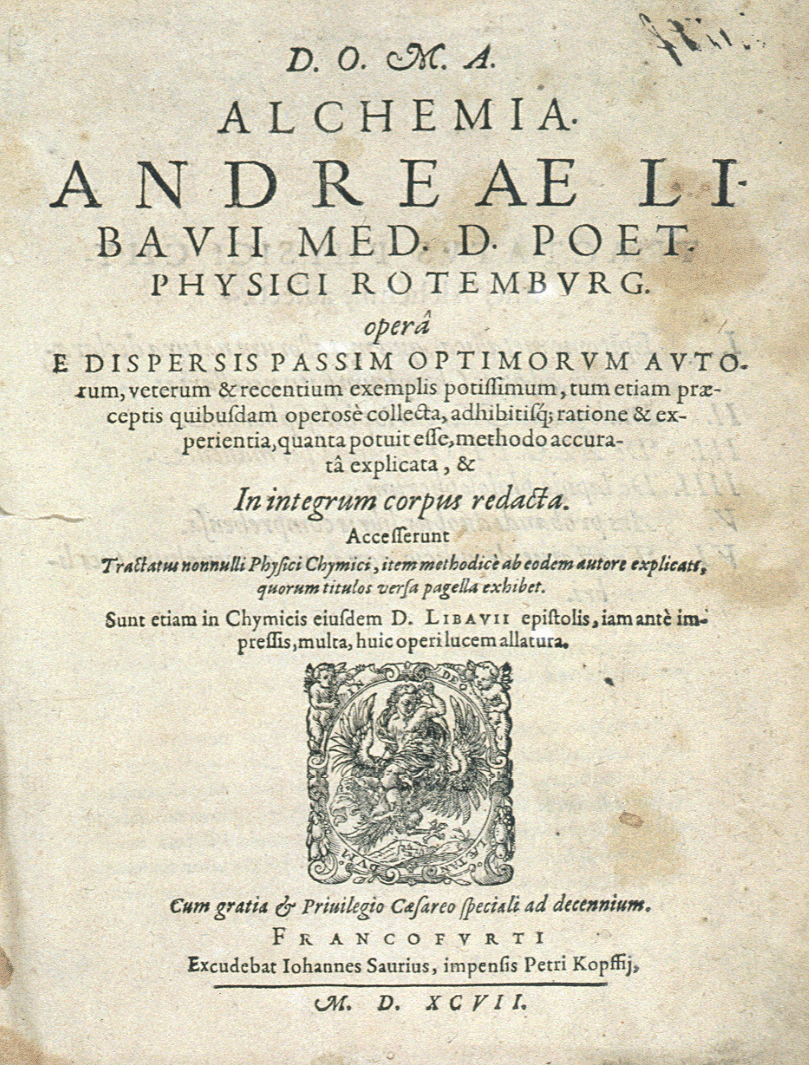
Page de titre de lAlchemia de 1597.

En chimie, sa position est nuancée et plus complexe. Dans Neoparacelsica, Francfort, 1594, il s'oppose fortement au mysticisme et à l'occultisme du système de Paracelse, mais il se montre aussi un ardent défenseur des remèdes chimiques, et un partisan de la possibilité de la transmutation des métaux en or.
En 1597, il écrit le premier livre de chimie systématique, alchimie, le titre original de l'édition de 1606 étant Alchymia recognita, emendata et aucta. Dans cet ouvrage, il divise les médecins chimistes en deux groupes : ceux qui adoptent des remèdes chimiques dans le cadre théorique du galénisme comme Avicenne, Mesué, Arnaud de Villeneuve, Raymond Lulle… et ceux qui pratiquent la chimie dans un cadre hermétique, tout en prétendant être les seuls à détenir la vérité alors qu'ils ne sont que des sophistes.
Dans la grande querelle parisienne opposant le paracelsien français Joseph du Chesne à la faculté de Paris,  il approuve la condamnation du paracelsisme en tant que doctrine mais pas le refus des médicaments chimiques, en donnant finalement raison à du Chesne pour sa pratique. Pour Libavius il fallait accepter ces nouveaux médicaments tout en maintenant la théorie médicale traditionnelle.
En 1606, Jean Riolan l'Ancien lui répond par un Ad Libavi Maniam où il l'accuse d'incohérence, l'alchimie pouvant être diabolique dans son origine. 
L'ouvrage Alchymia inclut aussi des instructions pour la préparation de nombreux acides, parmi lesquels l'acide acétique. 

## Mention postérieure à sa mort
Bernard Le Bouyer de Fontenelle mentionne Libavius dans son  « anecdote de la dent d'or », page célèbre de son essai Histoire des oracles (1687).

## Œuvres
- Alchimia (« Alchimie ») - 1597[5].
- Syntagmatis selectorum undiquaque et perspicue traditorum alchymiæ arcanorum, tomus secundus. Francofurti : Nicolaus Hoffmannus. - 1613[6].